# Scarborough (Trinité-et-Tobago)
Pour les articles homonymes, voir Scarborough.
Scarborough est la plus grande ville de Tobago, une des deux îles de la république de Trinité-et-Tobago. Elle compte environ 17 000 habitants, presque un tiers de la population de l’île.

## Histoire
En 1667, les Néerlandais qui viennent de réoccuper Tobago (Nieuw-Walcheren) bâtissent un fortin qu'ils nomment Lampsinburgh.

Les troupes françaises s'en emparent en 1677.

En 1769, les Anglais qui occupent Tobago depuis 1762 rebaptisent Lampsinburgh en Scarborough et en font la capitale de l'île à la place de Georgetown.
 
Lorsque les Français reprennent l'île en 1781, ils nomment la ville Port-Louis. Au cours de la période révolutionnaire de la Convention nationale (1792-1795), le nom de Scarborough lui fut ré-attribué.

La ville redeviendra anglaise lors de la conquête définitive de Trinité-et-Tobago en 1797.
La ville est à présent le siège de la Tobago House of Assembly, responsable du gouvernement local de Tobago.

## Constructions
La ville est dominée par le fort King George, une fortification du XVIIIe siècle nommée d’après le roi britannique George III, et qui abrite à présent un musée d’Histoire et d’Archéologie.
Le port de Scarborough a été construit en 1991 ; avant, les bateaux devaient mouiller au large. Un ferry fait la liaison entre Scarborough et Port-d'Espagne sur l’île de Trinité, à raison d'une à deux rotations par jour.

## Illustrations

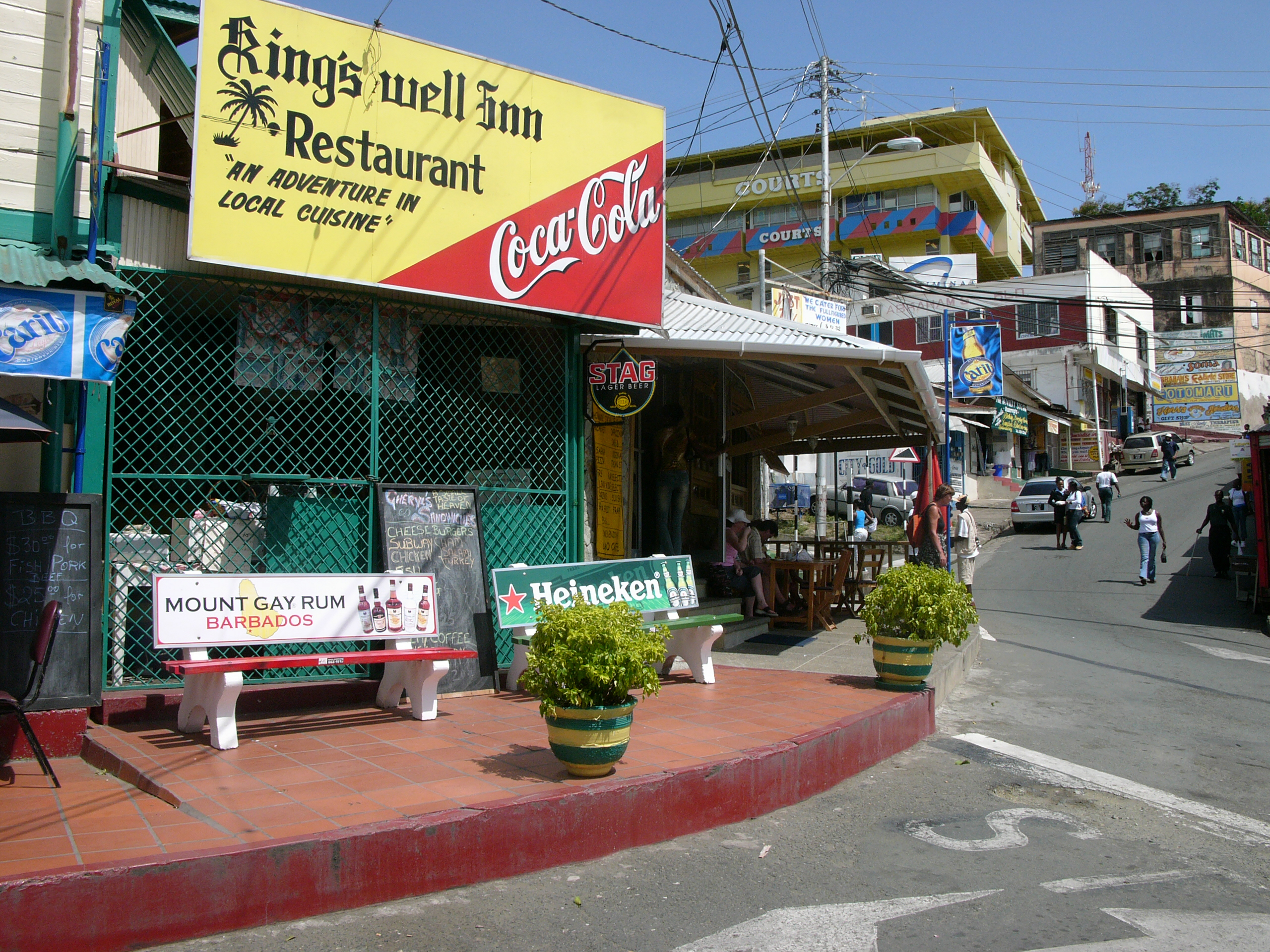
La ville basse, près de la mer
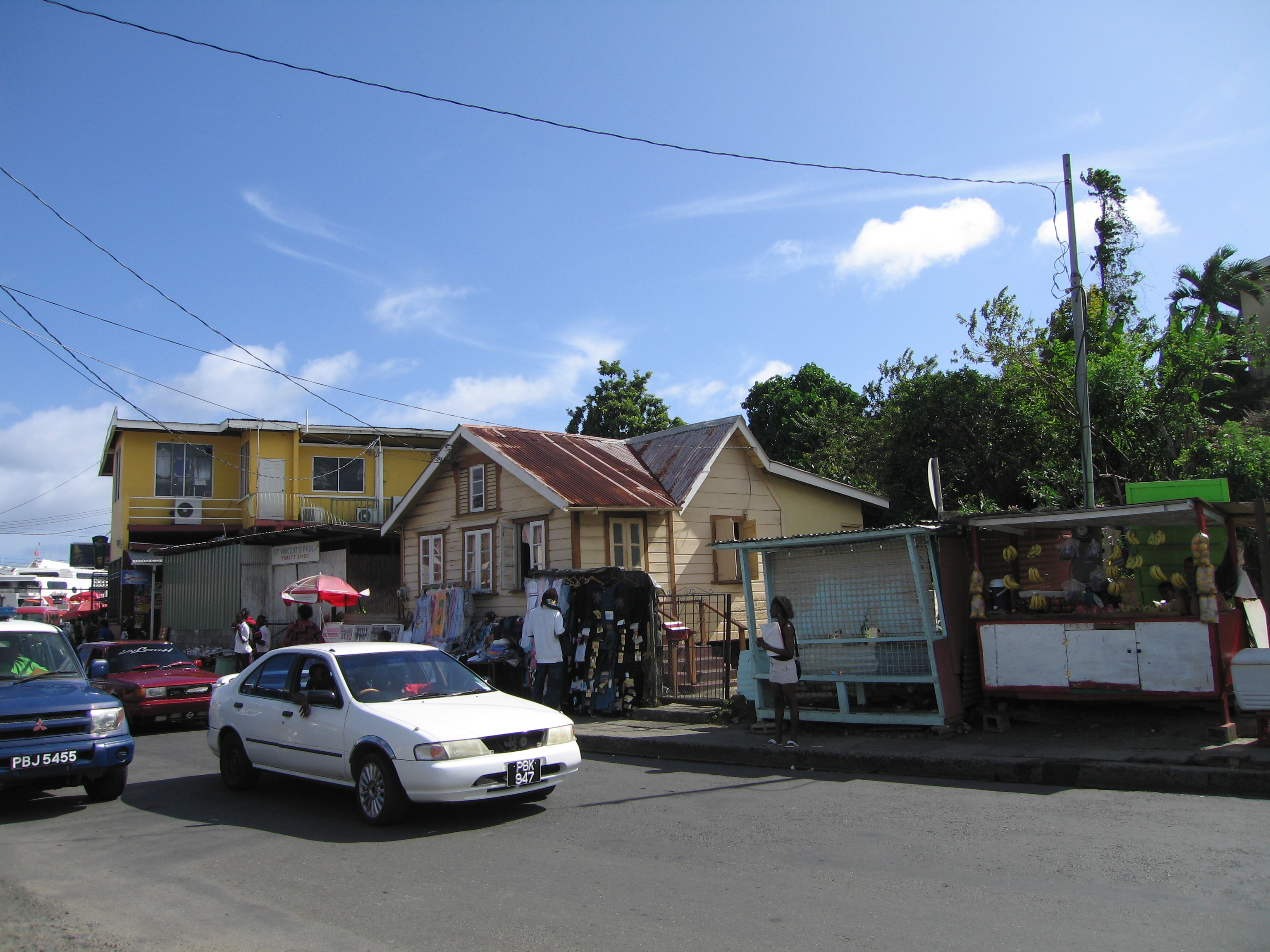
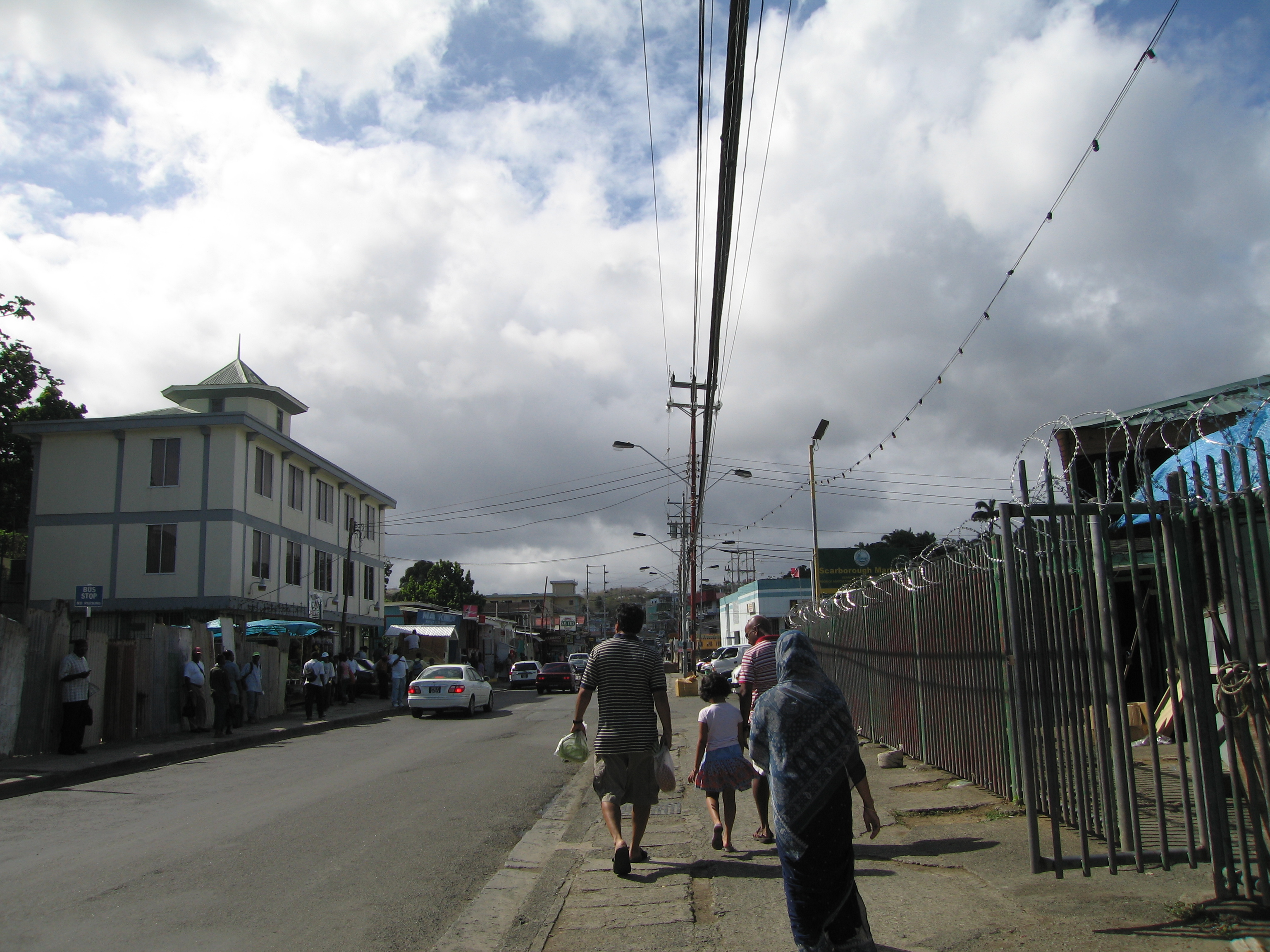